# Philippe Timsit
Pour les articles homonymes, voir Timsit.
 (avril 2023).
Si vous disposez d'ouvrages ou d'articles de référence ou si vous connaissez des sites web de qualité traitant du thème abordé ici, merci de compléter l'article en donnant les références utiles à sa vérifiabilité et en les liant à la section « Notes et références ».
Philippe Timsit, né en 1943 à Alger (Algérie française), est un chanteur français.
Il est essentiellement connu du public grâce à son tube Henri, Porte des Lilas (1981). Après quelques autres 45 tours, il disparaît du devant de la scène à partir des années 1990.

## Biographie
Philippe Timsit naît à Alger en 1943. Il vit en Algérie française jusqu'au rapatriement de sa famille en 1962, date de la fin de la guerre d'Algérie.
Philippe Timsit travaille d'abord comme régisseur et éclairagiste pour Claude François. À titre anecdotique, à la fin de l'année 1977, un reportage est diffusé à la télévision montrant Claude François répétant avec les « Claudettes » ; à un moment, on voit le chanteur, très mécontent, interpellant son éclairagiste, qui n'était autre que Philippe Timsit, qui n'apparaît pas à l'image. À la suite de la mort soudaine de Claude François, en mars 1978, Philippe Timsit se retrouve sans emploi. Connaissant le métier du disque et du show business, il s'essaie à une carrière de chanteur.
Auteur-compositeur-interprète, Philippe Timsit sort un premier single, produit par Paul Lederman en 1979 et intitulé Le Luxembourg,. L'année suivante sort son premier (et unique) album, Premier Voyage. Le succès vient en 1981 avec Henri, Porte des Lilas, une chanson où il évoque avec nostalgie les années yéyé et les rêves de gloire d'un bassiste au sein d'un groupe musical. L'histoire s'inspirerait du guitariste puis bassiste des Chaussettes noires, Aldo Martinez. Le Henri dont il est question dans les paroles pourrait également être Henri Leproux, créateur du Golf-Drouot, à qui Timsit fait également référence dans la chanson J'avais rêvé.
En 1982, il sort le titre rock Pour elle, qui ne renouvelle pas le succès du précédent. Fidèle à ses années avec Claude François, il fait appel pour les chœurs de ses disques, ainsi que pour les danseuses lors de ses apparitions télévisées, à d'anciennes « Claudettes ».         
Après 1982, la carrière de Philippe Timsit décline assez rapidement et il ne fait plus parler de lui après 1990, date de sortie d'un ultime 45 tours intitulé Courir, courir. Il reprend dès 1984 son métier de régisseur et éclairagiste et travaille pour des artistes comme Michel Fugain, Michel Sardou, Maurane, Enrico Macias, Yves Duteil, Nicoletta, Claude Nougaro et Maxime Le Forestier, avant de prendre sa retraite en 2003.

## Discographie

### 45 tours
- 1979 : Le Luxembourg / Mes rêves d'adolescent[2]
- 1980 : Claire / Le Chanteur de variétés[8]
- 1981 : Henri Porte des Lilas / Qu'est ce que je vais faire sans toi ?[9]
- 1982 : Pour elle / Claire[10]
- 1983 : J’avais rêvé / Buffalo Bill[11]
- 1984 : Lisa Lisa / Papier glacé[12]
- 1990 : Courir courir / Cinéma[7]

## Album
- 1980 : Premier Voyage[3]